# O-デメチルプロマイシン-O-メチルトランスフェラーゼ
O-デメチルプロマイシン-O-メチルトランスフェラーゼ(O-demethylpuromycin O-methyltransferase、EC 2.1.1.38)は、以下の化学反応を触媒する酵素である。
S-アデノシル-L-メチオニン + O-デメチルプロマイシン{\displaystyle \rightleftharpoons }S-アデノシル-L-ホモシステイン + プロマイシン
従って、この酵素の2つの基質はS-アデノシル-L-メチオニンとO-デメチルプロマイシン、2つの生成物はS-アデノシル-L-ホモシステインとプロマイシンである。
この酵素は、転移酵素、特に1炭素基を転移させるメチルトランスフェラーゼのファミリーに属する。系統名は、S-アデノシル-L-メチオニン:O-デメチルプロマイシン O-メチルトランスフェラーゼ(S-adenosyl-L-methionine:O-demethylpuromycin O-methyltransferase)である。この酵素は、プロマイシン生合成に関与している。